# Église wallonne de La Haye
L'église wallonne de La Haye, en néerlandais Waalse Kerk Den Haag, est un temple de l'Église réformée wallonne à La Haye, membre de l'Église protestante aux Pays-Bas. Issue du Refuge Huguenot, les services religieux y sont célébrés en français.

## Histoire
En 1581, les Provinces-Unies affirment leur indépendance face aux prétentions du roi d'Espagne Philippe II. La Haye, résidence des anciens comtes de Hollande, devient le siège des États généraux. Guillaume Ier d'Orange-Nassau devient Stathouder. Les protestants des provinces du sud, les Pays-Bas espagnols qui deviendront la Belgique, fuient les persécutions de l'Inquisition espagnole et se réfugient à La Haye. Ils y forment des communautés francophones. À partir du massacre de la Saint-Barthélemy le 24 août 1572 et des guerres de Religion en France, ils sont rejoints par de nombreux Huguenots. En 1575, un séminaire de théologie francophone est installé à l'université de Leyde.

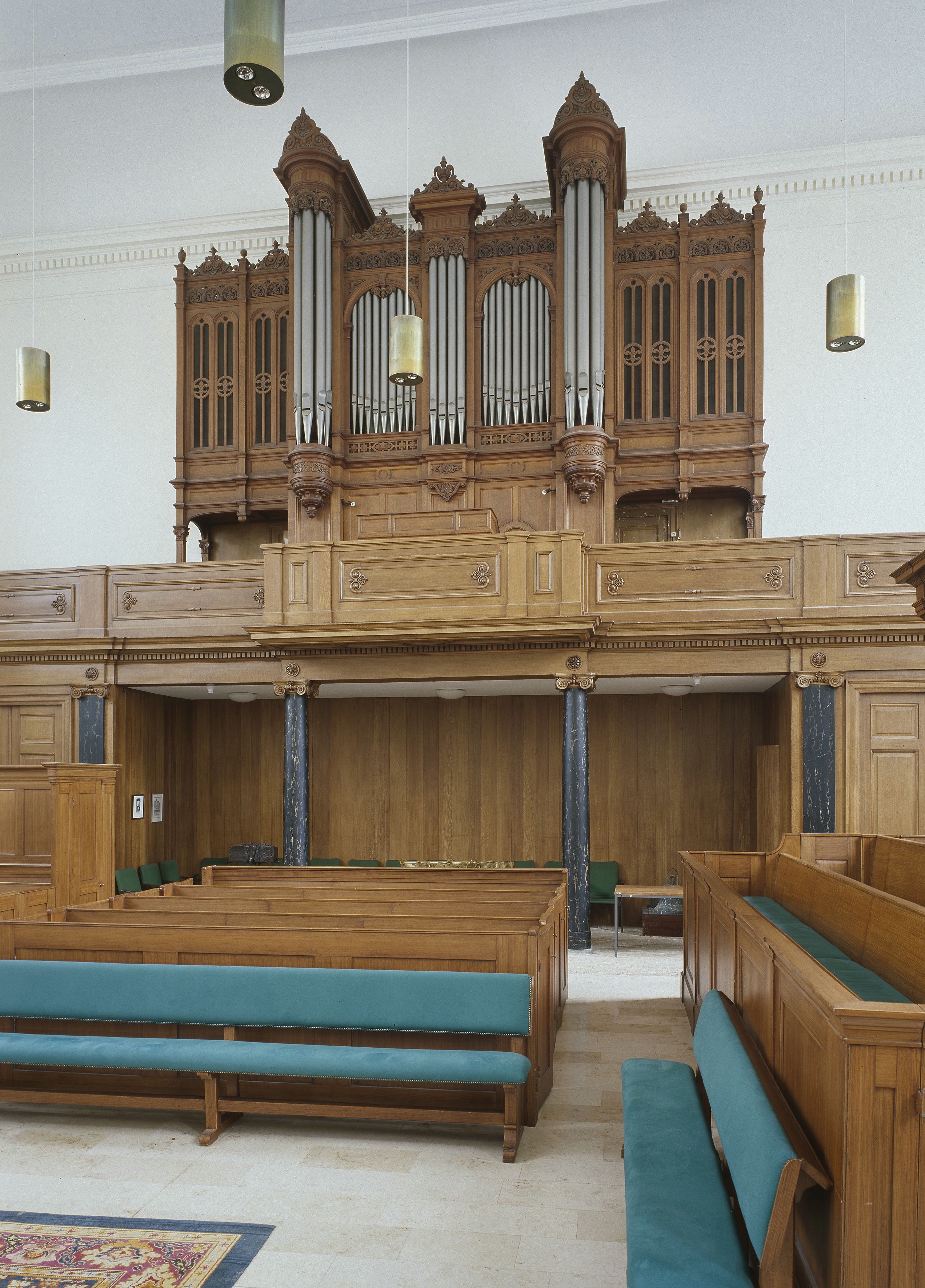
Intérieur avec l'orgue.

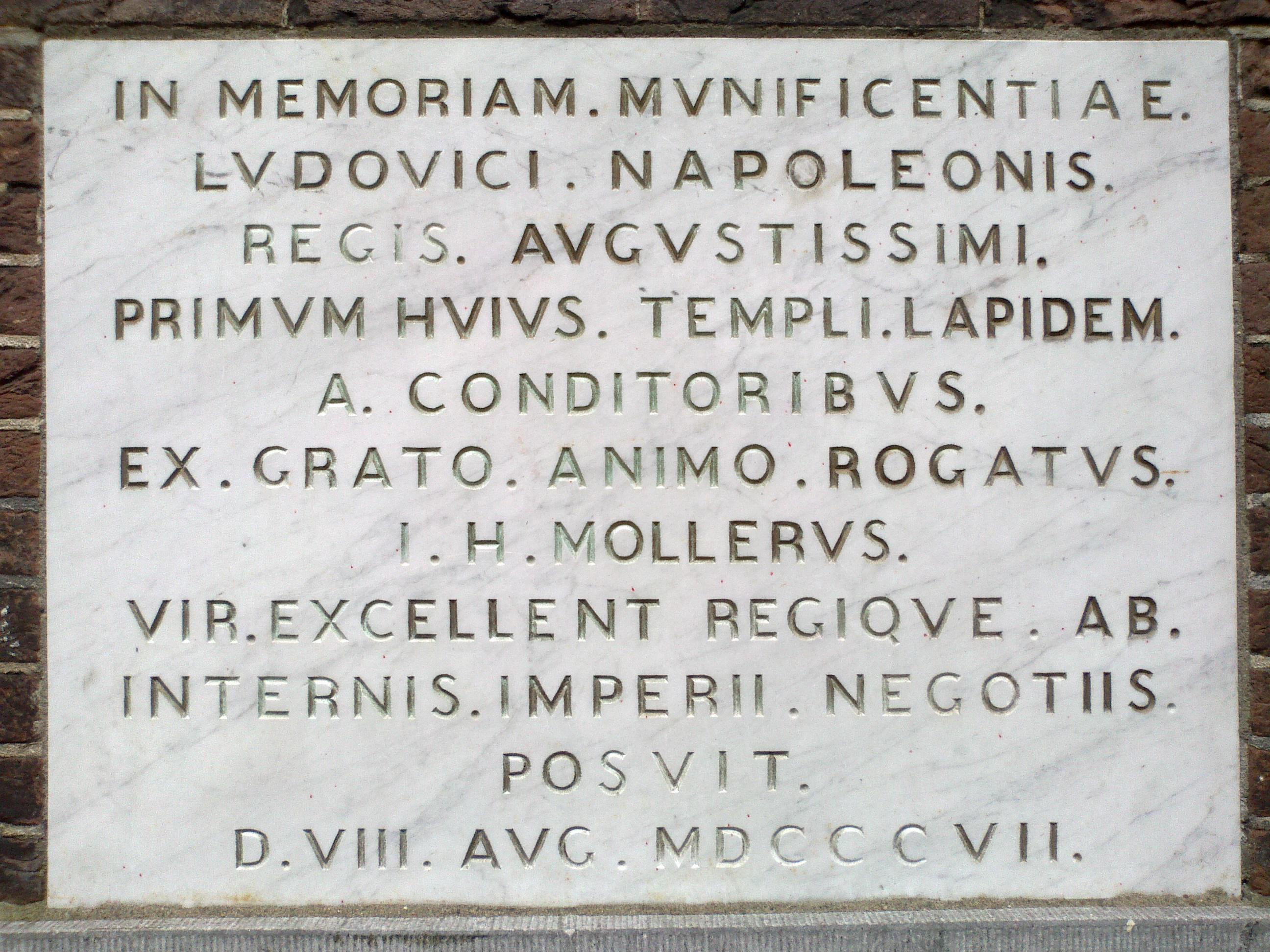
Plaque commémorative à Louis Bonaparte sur la façade, 1807.

À partir de 1585, la communauté francophone de La Haye tient ses offices dans la chapelle du Binnenhof, la Hofkapel. En 1591, le pasteur Uytenbogaert, formé à Genève auprès de Théodore de Bèze, le successeur du réformateur français Jean Calvin, devient le premier pasteur officiel de l'Église wallonne de La Haye. Il est l’aumônier de Louise de Coligny, dernière épouse de Guillaume d'Orange et fille de l'amiral Gaspard II de Coligny. Le temple devient la chapelle royale du palais Noordeinde, fréquenté par les nobles de la Cour.
En 1619, au synode de Dordrecht, l'Église wallonne est reconnue comme une province intégrée à l’Église officielle de la République, l'Église réformée néerlandaise. En 1685, après la révocation de l'édit de Nantes par l'édit de Fontainebleau par le monarque absolu Louis XIV, près de 75 000 calvinistes français se réfugient aux Pays-Bas, surnommé « la grande arche des fugitifs » par le théologien Pierre Bayle.
Pendant l'occupation française, Louis Napoléon Bonaparte, frère de Napoléon Ier et roi de l'éphémère royaume de Hollande, s'installe en 1806 au Binnenhof et décide d'aménager la chapelle pour la messe catholique. Louis Napoléon finance alors la construction d'un nouveau temple et d'un orgue. Elle est achevée en 1808 dans le quartier de Noordeinde. L'architecte est J. van Duijfhuijs.
L'édifice est classé monument national (Rijksmonument) depuis le 11 janvier 1967. Le 16 octobre 1971 est inaugurée une nouvelle maison de repos « Gaspard de Coligny ».
La paroisse profite de l'immigration francophone aux Pays-Bas, en provenance des anciens pays d'Afrique colonisés par la France ou la Belgique (Cameroun, Côte d'Ivoire, Congo, Madagascar) pour se renouveler.

## Architecture
Le temple est une église à nef unique, avec un plafond en stuc. La façade néoclassique est ouverte par plusieurs fenêtres en plein cintre. Les linteaux des portes sont peints de trois citations de la Bible : « Je suis la lumière du monde » (Évangile selon Jean 8, 12), « Venez à moi vous tous qui êtes fatigués et chargés et je vous soulagerai » (Évangile selon Matthieu 11, 28) et « Je suis le chemin, la vérité et la vie » (Jean 14, 6).
La chaire et le mobilier liturgique datent de 1645. Les bancs sont installés en 1808. L'orgue de 1885 a été construit par le facteur d'orgues parisien Aristide Cavaillé-Coll, il possède deux claviers, 23 jeux et un pédalier libre.

## Paroissiens célèbres
Conrad Busken Huet et Louis Couperus (1863-1923) ont été baptisés dans l'Église wallonne. De 1878 à 1893, Élisée Lacheret est pasteur de l'Église wallonne de La Haye. En 1912, il est devient pour huit ans le chapelain de la reine Wilhelmine.
| Nom                         | Entrée | Sortie |
| --------------------------- | ------ | ------ |
|                             |        |        |
| Paul Vust                   |        |        |
| Émile Bourlier              | 1877   | 1911   |
| Élisée Lacheret             | 1878   | 1893   |
| Jules Emile Pfender         | 1883   | 1892   |
| Emile Jean Lafon            | 1893   | 1905   |
| André Alexandre Chouillet   | 1894   | 1922   |
| Jacques Alfred Mohn         | 1906   | 1910   |
| Eugène Michelin             | 1911   | 1946   |
| Joseph Paul Berthaud        | 1913   | 1934   |
| Georges Forget              | 1935   | 1967   |
| Jean François de Watteville | 1951   | 1967   |
| Aristide Malaise            | 1968   | 1975   |
| Jean-Jacques Demouveaux     | 1971   | 1971   |
| Jean-Louis Claud            | 1975   | 1980   |
| Gerhard Arnold Staal        | 1981   | 19?    |
| ?                           |        | ?      |
| Hartman Out                 | 2018   |        |